# Dobrosława ze Sławna
Dobrosława ze Sławna (ur. w okr. 1175–1183, zm. 1223) – domniemana pani na Sławnie, prawdopodobna córka Racibora Bogusławowica i Salomei?.

## Pochodzenie
W historiografii Dobrosława ze Sławna jest często identyfikowana z Dobrosławą pomorską, córką Bogusława I lub z innymi filiacjami Raciborów, które są przez genealogów odrzucane. Za pierwszą identyfikacją miał przemawiać wystawiony dokument z 23 kwietnia 1200 dla joannitów, który nadawał kościołom: pw. Św. Jana i Jakuba, dwie wsie: (łac.) Scarnino i Cosmacevo, jako zadośćuczynienie za wieś (łac.) Selglov. Dobra te, w późniejszym czasie zostały zakupione przez zakonników krzyżackich (1366). E. Rymar, genealog wskazywał możliwość lokalizacji tych dóbr  na Pomorzu sławieńskim i w rejonie Kołobrzegu, ponieważ odrzucał mariaż z Grzymisławem na Świeciu i identyfikację wsi na Pomorzu Gdańskim.
J. Powierski opowiadał się za filiacją Dobrosławy, w I stopniu pokrewieństwa, z Raciborem Bogusławowicem, której śmierć miała nastąpić w 1223. Współczesna literatura przedmiotu nie przekazuje danych o ewentualnym małżeństwie lub małżeństwach i potomstwie Dobrosławy.

### Genealogia
|  |  | Racibor Bogusławowic? ur. w okr. 1150–1156 zm. 14 lub 15 I 1183 | Racibor Bogusławowic? ur. w okr. 1150–1156 zm. 14 lub 15 I 1183 |  |  |  |  |  |  | Salomea? ur. w okr. 1162–1164 zm. 11 V po 1183 | Salomea? ur. w okr. 1162–1164 zm. 11 V po 1183 |  |  |
|  |  |                                                                 |                                                                 |  |  |  |  |  |  |                                                |                                                |  |  |
|  |  |                                                                 |                                                                 |  |  |  |  |  |  |                                                |                                                |  |  |
|  |  |                                                                 |                                                                 |  |  |  |  |  |  |                                                |                                                |  |  |

|  |  |  |  | Dobrosława ze Sławna (ur. w okr. 1175–1183, zm. 1223) |